# Lutatius-traktaten
Lutatius-traktaten var en aftale mellem Karthago og den Romerske Republik i 241 f.Kr. (som dog blev ændret i 237 f.Kr.), der afsluttede den Første Puniske Krig efter 23 års konflikt. Størstedelen af kampene under krigen fandt sted i farvandet omkring Sicilien, og i 241 f.Kr. blev en karthaginsk flåde besejret af en romersk flåde under kommando af Gajus Lutatius Catulus, da de forsøgte at ophæve blokaden af deres sidste – belejrede – fæstning. Da de accepterede nederlaget, beordrede det karthagiske senat deres hærfører på Sicilien – Hamilkar Barkas – til at forhandle en fredsaftale med romerne på de betingelser, han kunne opnå. Hamilkar nægtede, idet han hævdede, at overgivelsen var unødvendig, og forhandlingen af fredsbetingelserne blev overladt til Gisco, der var kommandanten i Lilybaeum. Et udkast til en traktat blev hurtigt aftalt, men da den blev sendt til Rom til ratificering, blev den afvist.
Rom sendte derefter en ti-mands kommission for at afgøre sagen. Denne kommission blev enig om, at Karthago skulle afstå det, som de stadig holdt på Sicilien. Dette betød, at de skulle opgive flere øgrupper i nærheden af Sicilien og løslade alle romerske fanger uden løsesum. Dette stod i kontrast til de fanger, som romerne holdte, hvor der skulle betales en løsesum for at sikre løsladelsen af disse fanger. Endvidere skulle Karthago betale en erstatning på 3.200 talenter sølv – 82.000 kilogram – over 10 år. Traktaten fik sit navn efter den sejrende Gajus Lutatius Catulus, som også forhandlede det oprindelige udkast.
I 237 f.Kr., da Kartago var ved at komme sig efter en bitter og hårdt udkæmpet borgerkrig (se Lejesoldatskrigen), forberedte de en ekspedition for at genvinde øen Sardinien, som var gået tabt til oprørere. Kynisk erklærede romerne, at de betragtede dette som en krigshandling. Deres fredsbetingelser var afståelsen af Sardinien og Korsika samt betalingen af en yderligere erstatning på 1.200 talenter – 30.000 kilogram sølv. Svækket af 30 års krig indvilligede Karthago i disse betingelser, for at undgå en konflikt med Rom igen. Den ekstra betaling og afståelsen af Sardinien og Korsika blev tilføjet til traktaten.

## Første Puniske Krig
Den Romerske Republik havde aggressivt udvidet sit territorium på det sydlige italienske fastland i et århundrede før den Første Puniske Krig. Den havde erobret den italienske halvø syd for Arno-floden i 272 f.Kr. I løbet af denne periode havde Karthago – med sin hovedstad i det nuværende Tunesien – domineret det sydlige Hispania, store dele af de kystnære områder i Nordafrika, Balearerne, Korsika, Sardinien og den vestlige halvdel af Sicilien i et militært og kommercielt imperium. I 264 f.Kr. var Karthago og Rom de førende magter i det vestlige Middelhav. De to stater havde flere gange erklæret deres gensidige venskab gennem formelle alliancer: i 509 f.Kr., 348 f.Kr. og omkring 279 f.Kr. Forholdet var godt, med stærke kommercielle forbindelser. I 264 f.Kr. gik de to stater dig i krig mod hinanden over byen Messana (nutidens Messina) på det nordøstlige spids af Sicilien. Krigen varede i 23 år.
Sidst i 243 f.Kr. indså det romerske senat, at de ikke ville kunne erobre de sidste karthagiske fæstninger på Sicilien ved Drepana og Lilybaeum, medmindre de kunne udvide deres blokade til havet. Med statkassen tømt, henvendte Senatet sig til Roms rigeste borgere for lån til at finansiere bygningen af en ny flåde, som ville blive tilbagebetalt fra de erstatninger, der skulle pålægges Karthago, når krigen var vundet. Resultatet blev en flåde på cirka 200 store krigsskibe, bygget, udrustet og bemandet uden statslig finansiering. Kartagerne opbyggede en større flåde, som de havde til hensigt at bruge til at fragte forsyninger til Sicilien. Den blev opfanget af den romerske flåde under Gajus Lutatius Catulus og Quintus Valerius Falto den 10. marts 241 f.Kr., og i det hårdt udkæmpede slag ved Aegates-øerne besejrede de bedre trænede romere den underbemandede og dårligt trænede kartagiske flåde. Af de 250 kartagiske krigsskibe blev 50 sunket – 20 af dem med hele besætningen – og 70 blev erobret. Efter at have opnået denne afgørende sejr fortsatte romerne deres landoperationer på Sicilien mod Lilybaeum og Drepana.

## Traktaten
Da deres forsøg på hjælp blev slået tilbage, var det kartagiske senat tilbageholdende med at afsætte de nødvendige ressourcer til at opbygge og bemande en ny flåde. Det var endvidere sandsynligt, at deres garnisoner på Sicilien ville blive sultet til overgive sig, inden det kunne gøres. I stedet beordrede de Hamilkar til at forhandle en fredstraktat med romerne på de vilkår, han kunne opnå. Efter at have modtaget ordren om at indgå fred, nægtede Hamilkar, idet han hævdede, at en overgivelse var unødvendig. Flere moderne historikere har rejst muligheden om, at Hamilkar af politiske og prestigegrunde ikke ønskede at blive forbundet med den traktat, der formaliserede Kartagos nederlag i den 23 år lange krig. Som den næsthøjest rangerende kartager på øen blev det derfor overladt til Gisco – der var kommandanten i Lilybaeum – at mægle fredsvilkårene.
Gisco indledte forhandlinger med Catulus, den nyligt sejrende romerske kommandør på Sicilien. Det var den mangeårige romerske praksis at udpege to mænd hvert år – kendt som konsuler – til hver at lede en hær. Catulus' embedsperiode var ved at være slut, og hans afløser kunne forventes at ankomme til Sicilien inden længe. Dette fik ham til at være fleksibel under forhandlingerne, da han var ivrig efter at afslutte en endelig fred, mens han stadig havde myndighed til det, og dermed kunne tage æren for at bringe den lange krig til en afslutning. Gisco og Catulus blev enige om, at Karthago skulle afstå, hvad de stadig havde af besiddelser på Sicilien. Endvidere skulle de løslade alle romerske fanger uden krav om løsepenge, selvom der skulle betales løsepenge for at sikre løsladelsen af de fanger, der blev holdt af romerne. Ligeledes skulle Karthago betale en erstatning på 2.200 talenter sølv – 57.000 kilogram – over 20 år. Disse vilkår blev sendt til Rom for ratifikation, hvor de blev afvist af Centurieforsamlingen, en af de tre romerske folkeforsamlinger. En ti-mands kommission blev derefter sendt til Sicilien for at løse sagen. Kommissionen blev ledet af Catulus' bror Quintus Lutatius Cerco, som på dette tidspunkt havde efterfulgt ham som konsul. Historikeren af det antikke Rom, Adam Ziolkowski, hævder, at der var en fraktion i Rom, der var imod traktaten, og muligvis imod at afslutte krigen overhovedet, ledet af den tidligere konsul Aulus Manlius Torquatus Atticus. Denne mulige uenighed blandt Roms beslutningstagere blev eksemplificeret ved, at Atticus blev valgt til konsul igen i 241 f.Kr. sammen med Cerco.
Gisco gik hurtigt med til yderligere indrømmelser med den udsendte kommission. Dette betød, at flere øer tæt på Sicilien ville også blive overdraget til Rom, ligesom erstatningen blev øget til 3.200 talenter, hvoraf de ekstra 1.000 talenter skulle betales straks, mens den tilladte tid til at betale de resterende blev reduceret fra 20 til 10 år. Der var andre mindre klausuler i den endelige aftale: ingen af parterne måtte blande sig i den andens allierede eller føre krig mod dem; ej heller rekruttere soldater fra den andens territorium; eller opkræve penge til offentlige arbejder fra den anden parts territorium. Disse blev alle formaliseret i Lutatius-traktaten, som blev opkaldt efter Catulus, som var blevet på Sicilien som prokonsul. Hamilkar overgav straks kommandoen på Sicilien til Gisco, som fik til opgave formelt at informere Karthago om, hvad der var blevet aftalt. Catulus vendte tilbage til Rom for at fejre en triumf den 4. oktober.
Moderne forskeres syn på traktaten er blandede. Nigel Bagnall siger, at forhandlerne på begge sider "viste sig realistiske og rimelige i deres krav". Adrian Goldsworthy skriver, at "fredsbetingelserne gjorde det klart, at [Karthago] var blevet besejret", mens Richard Miles hævder, at "vilkårene, der blev aftalt i 241 f.Kr., var barske". På den anden side mener Bruno Bleckmann, at traktaten var "bemærkelsesværdigt moderat", og Howard Scullard skriver, at den var "noget mild" over for Karthago.

### Sardinien og Korsika
Efter at Karthago havde evakueret sin 20.000 mand store hær fra Sicilien til Nordafrika, blev Karthago involveret i en lønstrid med disse tropper (mange af disse var lejesoldater). Til sidst gjorde tropperne oprør, og en krig med Karthago brød ud (den såkaldte Lejesoldatskrig). Nyheden om en organiseret, erfaren, anti-kartagensk hær i hjertet af Karthagos territorium spredte sig hurtigt, og mange byer og landsbyer gjorde oprør. Nogle af disse byer var nyligt erobrede af Karthago, og alle havde været hårdt undertrykt for at finansiere den netop afsluttede krig. De støttede oprørshæren med yderligere 70.000 mand og leverede mad og økonomiske ressourcer. Rom nægtede bevidst at drage fordel af Karthagos problemer og overholdt betingelserne i den nylige traktat. Italienere blev forbudt at handle med oprørerne, men opfordret til at handle med Karthago. 2.743 kartagenske fanger, der stadig blev holdt tilbage i Rom, blev løsladt uden løsepenge og blev straks indrulleret i Karthagos hær. Hieron II, kongen af det romerske satellitkongedømme Syrakus, fik lov til at levere Karthago de store mængder mad, de havde brug for, og som de ikke længere kunne skaffe fra deres egen bagland. Mod slutningen af 240 f.Kr. eller begyndelsen af 239 f.Kr. sluttede Karthagos garnisoner på Sardinien sig til oprøret, dræbte deres officerer og øens guvernør. Karthagerne sendte en styrke for at generobre øen. Da den ankom, gjorde dens medlemmer også oprør, sluttede sig til de tidligere oprørere og dræbte alle karthagerne på øen. Oprørerne bad derefter Rom om beskyttelse, men dette blev afslået.
Sandsynligvis i 237 f.Kr. rejste de oprindelige indbyggere på Sardinien sig og drev den oprørske garnison ud, som derefter søgte tilflugt i romersk-kontrolleret Italien. Da krigen i Afrika nærmede sig sin afslutning, anmodede de igen om romersk assistance. Denne gang accepterede romerne og forberedte en ekspedition for at erobre både Sardinien og Korsika. Det er uklart fra kilderne, hvorfor romerne handlede anderledes end tre år tidligere. Polybius mente, at denne handling var ubegrundet. Karthago sendte en repræsentant til Rom, som henviste til Lutatius-traktaten og hævdede, at Karthago var ved at udruste sin egen ekspedition for at generobre øen, som de havde holdt i 300 år. Det romerske senat erklærede, at de betragtede forberedelsen af denne styrke som en krigshandling og krævede, at Karthago skulle afstå Sardinien og Korsika samt betale en yderligere erstatning på 1.200 talenter som fredsbetingelse. Svækket af 30 års krig gik Karthago med på dette for ikke igen at komme i konflikt med Rom. Afståelsen af Sardinien, som blev forstået at inkludere Korsika, og den ekstra betaling blev tilføjet traktaten som en kodicil. Polybius anså dette som "mod al retfærdighed", og moderne historikere har forskellige steder beskrevet romernes opførsel som "uprovoveret aggression og traktatbrud", "skamløst opportunistisk" og en "skrupelløs handling".

## Efterspil
For Rom markerede traktaten begyndelsen på dens ekspansion ud over grænserne for den Den Italienske Halvø. Sicilien blev den første romerske provins kendt som Sicilia, administreret af en praetor – med undtagelse af Syrakus, som forblev nominel selvstændig og en tæt allieret af Rom. Romerne krævede en stærk militær tilstedeværelse på Sardinien og Korsika i mindst de næste syv år, da de kæmpede for at undertrykke de lokale indbyggere. Herefter blev Rom den førende militærmagt i det vestlige Middelhav og i stigende grad i hele Middelhavsområdet. Romernes overtagelse af Sardinien og Korsika samt den ekstra erstatning skabte vrede i Karthago, som ikke var forsonet med Roms opfattelse af situationen. Da Karthago belejrede den romersk-beskyttede by Saguntum i det østlige Iberien i 218 f.Kr., udløste det den Anden Puniske Krig med Rom.

## Eksterne links
- Polybius om den Første Puniske Krig